# 박경민 (1990년 8월)
박경민(한국 한자: 朴敬民, 1990년 8월 22일 ~ )은 대한민국의 전 축구 선수이며, 포지션은 공격수였다.